# Cerradomys maracajuensis
Cerradomys maracajuensis és una espècie de mamífer rosegador de la família dels cricètids. Només és coneguda al municipi de Maracajú, pel qual és anomenat, a Mato Grosso do Sul (Brasil). Probablement també viu a altres parts de Mato Grosso do Sul i el Paraguai.
L'esquena de l'espècie és de color groc amb una mica de negre. L'espècie es diferencia d'altres espècies per algunes característiques cranials. Té 56 cromosomes.